# Lapurdijski baskijski
Lapurdijski ili laburdinski (Lapurtera na standardnom baskijskom, Lapurtara na lapurdijskom ) je dijalekt baskijskog jezika koji se govori u Lapurdiji, baskijskoj regiji u Francuskoj. Lapurdijski se smatra od među govornicima ostalih dijalekata kao jasan i elegantan. Poput ostalih baskijskih dijalekata na francuskom tlu on sadrži aspiracijske foneme, te je pridodan uz Gipuskoanski i gornjonavareški u stvaranje Batue, standardiziranog oblika baskijskog jezika namijenjenog nastavi i medijima.
Izraz klasični lapurdijski odnosi se na lapurdijskog koji se koristio u književnosti tijekom 17. stoljeća, a posebno od strane autora kao što je Axular. Tip naglašavanja slogovoa u Hondarribijskom baskijskom se smatra ostatkom onoga što se koristilo u klasičnom lapurdijskom.
Koldo Zuazo uzdiže lapurdijski i donjenavareški kao jedinstveni baskijski primarni dijalekt.